# Gran Premi del Brasil del 1997
Resultats del Gran Premi de Brasil de Fórmula 1 de la temporada 1997, disputat al circuit de Interlagos, el 30 de març del 1997.

## Resultats
| Pos | No | Pilot                 | Equip                 | Voltes | Temps/ Retirada  | Pos. de sortida | Punts |
| --- | -- | --------------------- | --------------------- | ------ | ---------------- | --------------- | ----- |
| 1   | 3  | Jacques Villeneuve    | Williams - Renault    | 72     | 1h 36' 06. 990   | 1               | 10    |
| 2   | 8  | Gerhard Berger        | Benetton - Renault    | 72     | + 4.190 s        | 3               | 6     |
| 3   | 14 | Olivier Panis         | Prost - Mugen - Honda | 72     | + 15.870 s       | 5               | 4     |
| 4   | 9  | Mika Häkkinen         | McLaren - Mercedes    | 72     | + 33.033 s       | 4               | 3     |
| 5   | 5  | Michael Schumacher    | Ferrari               | 72     | + 33.731 s       | 2               | 2     |
| 6   | 7  | Jean Alesi            | Benetton - Renault    | 72     | + 34.020 s       | 6               | 1     |
| 7   | 16 | Johnny Herbert        | Sauber - Petronas     | 72     | + 50.912 s       | 13              |       |
| 8   | 12 | Giancarlo Fisichella  | Jordan - Peugeot      | 72     | + 1' 00.639 min. | 7               |       |
| 9   | 4  | Heinz Harald Frentzen | Williams - Renault    | 72     | + 1' 15.402 min. | 8               |       |
| 10  | 10 | David Coulthard       | McLaren - Mercedes    | 71     | + 1 Volta        | 12              |       |
| 11  | 17 | Nicola Larini         | Sauber - Petronas     | 71     | + 1 Volta        | 19              |       |
| 12  | 14 | Jarno Trulli          | Minardi - Hart        | 71     | + 1 Volta        | 17              |       |
| 13  | 19 | Mika Salo             | Tyrrell - Ford        | 71     | + 1 Volta        | 22              |       |
| 14  | 15 | Shinji Nakano         | Prost - Mugen - Honda | 71     | + 1 Volta        | 15              |       |
| 15  | 18 | Jos Verstappen        | Tyrrell - Ford        | 70     | + 2 Voltes       | 21              |       |
| 16  | 6  | Eddie Irvine          | Ferrari               | 70     | + 2 Voltes       | 14              |       |
| 17  | 1  | Damon Hill            | Arrows - Yamaha       | 68     | Motor            | 9               |       |
| 18  | 20 | Ukyo Katayama         | Minardi - Hart        | 67     | + 5 Voltes       | 18              |       |
| Ret | 11 | Ralf Schumacher       | Jordan - Peugeot      | 52     | Part elèctrica   | 10              |       |
| Ret | 22 | Rubens Barrichello    | Stewart - Ford        | 16     | Suspensions      | 11              |       |
| Ret | 2  | Pedro Diniz           | Arrows - Yamaha       | 15     | Suspensions      | 16              |       |
| Ret | 23 | Jan Magnussen         | Stewart - Ford        | 0      | Accident         | 20              |       |

## Altres
- Pole: Jacques Villeneuve 1' 16. 004

- Volta ràpida: Jacques Villeneuve 1' 18. 397 (a la volta 28)